# Roberto d'Austria-Este
Robert Habsburg-Lothringen, (nome completo in tedesco Robert Karl Ludwig Maximilian Michael Maria Anton Franz Ferdinand Joseph Otto Hubert Georg Pius Johannes Marcus d'Aviano von Habsburg-Este) (Castello di Schönbrunn, 8 febbraio 1915 – Basilea, 7 febbraio 1996), fu principe imperiale d'Austria, principe reale d'Ungheria e Boemia e cavaliere dell'Ordine del Toson d'oro.
Ha assunto nel 1917 il cognome di Austria-Este, come da disposizioni imperiali, assumendo quindi il titolo di Pretendente al trono di Modena e Reggio.

## Biografia

### Infanzia

Roberto d'Austria-Este fotografato in tenera età nel 1900

Era figlio secondogenito dell'ultimo imperatore d'Austria-Ungheria Carlo I e di Zita di Borbone-Parma, e fratello del principe ereditario Otto d'Asburgo

### Austria-Este
Il titolo d'Austria-Este gli fu dato poiché l'ultimo dei discendenti della famiglia d'Este, Francesco V, morendo senza lasciare figli, lasciò in eredità i suoi averi al cugino Francesco Ferdinando, imponendogli di dare la denominazione "d'Asburgo-Este" (secondo alcune fonti "d'Austria-Este"), ai suoi discendenti. Tuttavia dopo l'uccisione di Francesco Ferdinando lo zio di quest'ultimo, l'imperatore dell'Impero austro-ungarico Francesco Giuseppe d'Austria, trasmise i diritti estensi al nipote, l'arciduca Carlo, che il 16 aprile 1917 diede il titolo al figlio secondogenito Roberto.
Roberto d'Austria-Este dal 1917 al 1996 fu Pretendente al trono di Modena e Reggio.

### Matrimonio
Sposò nel 1953 Margherita di Savoia-Aosta, figlia di Amedeo di Savoia duca d'Aosta.

### Morte
Roberto d'Austria-Este morì il 7 febbraio 1996 a Basilea.

## Discendenza
Dal matrimonio tra Roberto e Margherita di Savoia-Aosta nacquero cinque figli:
- Maria Beatrice d'Austria-Este (11 dicembre 1954), ha sposato il conte Riprand von Arco-Zinneberg, pronipote dell'ultimo re di Baviera, Ludovico III di Baviera, dal quale ha avuto:
  - Anna Teresa von Arco-Zinneberg (1981), sposata con figli;
  - Margherita von Arco-Zinneberg (1983), sposata;
  - Olimpia von Arco-Zinneberg (1988), ha sposato nel 2019 Giovanni Cristoforo Bonaparte;
  - Massimiliana von Arco-Zinneberg (1990);
  - Maria Gabriella von Arco-Zinneberg (1992);
  - Giorgiana von Arco-Zinneberg (1997).
- Lorenzo d'Austria-Este (16 dicembre 1955), ha sposato nel 1984 la principessa Astrid del Belgio, figlia del re del Belgio Alberto II, dalla quale ha avuto:
  - principe Amedeo del Belgio (1986), ha sposato nel 2014 Elisabetta Rosboch von Wolkenstein, hanno figli;
  - principessa Maria Laura del Belgio (1988), ha sposato nel 2022 William Isvy, hanno un figlio;
  - principe Gioacchino del Belgio (1991);
  - principessa Luisa Maria del Belgio (1995);
  - principessa Letizia Maria del Belgio (2003).
- Gerardo d'Austria-Este (30 ottobre 1957), ha sposato nel 2015 Iris Jandrasits;
- Martino d'Austria-Este (21 dicembre 1959), ha sposato la principessa Katharina von Isenburg, dalla quale ha avuto:
  - Bartolomeo (2006);
  - Emmanuele (2008);
  - Elena (2009);
  - Luigi (2011).
- Isabella d'Austria-Este (2 marzo 1963), ha sposato il conte Andrea Czarnocki-Lucheschi, dal quale ha avuto:
  - Alvise Czarnocki-Lucheschi (1999);
  - Carlo Amedeo Czarnocki-Lucheschi (2000);
  - Maria Anna Czarnocki-Lucheschi (2002);
  - Alessandro Czarnocki-Lucheschi (2004).

## Ascedenza
|                                   |                    |                                           | Genitori                                    |  |  | Nonni |  |  | Bisnonni                        |  |  | Trisnonni                        |  |
|                                   |                    |                                           |                                             |  |  |       |  |  | Carlo Ludovico d'Asburgo-Lorena |  |  | Francesco Carlo d'Asburgo-Lorena |  |
|                                   |                    |                                           |                                             |  |  |       |  |  | Carlo Ludovico d'Asburgo-Lorena |  |  | Francesco Carlo d'Asburgo-Lorena |  |
|                                   |                    | Sofia di Baviera                          |                                             |  |  |       |  |  | Carlo Ludovico d'Asburgo-Lorena |  |  |                                  |  |
| Ottone Francesco d'Asburgo-Lorena |                    |                                           |                                             |  |  |       |  |  | Carlo Ludovico d'Asburgo-Lorena |  |  |                                  |  |
|                                   |                    | Maria Annunziata di Borbone-Due Sicilie   | Ferdinando II delle Due Sicilie             |  |  |       |  |  |                                 |  |  |                                  |  |
|                                   |                    | Maria Annunziata di Borbone-Due Sicilie   | Ferdinando II delle Due Sicilie             |  |  |       |  |  |                                 |  |  |                                  |  |
|                                   |                    | Maria Annunziata di Borbone-Due Sicilie   | Maria Teresa d'Asburgo-Teschen              |  |  |       |  |  |                                 |  |  |                                  |  |
| Carlo I d'Austria                 |                    | Maria Annunziata di Borbone-Due Sicilie   |                                             |  |  |       |  |  |                                 |  |  |                                  |  |
|                                   |                    | Giorgio di Sassonia                       | Giovanni di Sassonia                        |  |  |       |  |  |                                 |  |  |                                  |  |
|                                   |                    | Giorgio di Sassonia                       | Giovanni di Sassonia                        |  |  |       |  |  |                                 |  |  |                                  |  |
|                                   |                    | Giorgio di Sassonia                       | Amalia Augusta di Baviera                   |  |  |       |  |  |                                 |  |  |                                  |  |
| Maria Giuseppina di Sassonia      |                    | Giorgio di Sassonia                       |                                             |  |  |       |  |  |                                 |  |  |                                  |  |
|                                   |                    | Maria Anna Ferdinanda di Braganza         | Ferdinando II del Portogallo                |  |  |       |  |  |                                 |  |  |                                  |  |
|                                   |                    | Maria Anna Ferdinanda di Braganza         | Ferdinando II del Portogallo                |  |  |       |  |  |                                 |  |  |                                  |  |
|                                   |                    | Maria Anna Ferdinanda di Braganza         | Maria II del Portogallo                     |  |  |       |  |  |                                 |  |  |                                  |  |
| Roberto d'Asburgo-Este            |                    | Maria Anna Ferdinanda di Braganza         |                                             |  |  |       |  |  |                                 |  |  |                                  |  |
|                                   | Carlo III di Parma | Carlo II di Parma                         |                                             |  |  |       |  |  |                                 |  |  |                                  |  |
|                                   | Carlo III di Parma | Carlo II di Parma                         |                                             |  |  |       |  |  |                                 |  |  |                                  |  |
|                                   | Carlo III di Parma | Maria Teresa di Savoia                    |                                             |  |  |       |  |  |                                 |  |  |                                  |  |
| Roberto I di Parma                | Carlo III di Parma |                                           |                                             |  |  |       |  |  |                                 |  |  |                                  |  |
|                                   |                    | Luisa Maria di Borbone-Francia            | Carlo di Borbone-Francia                    |  |  |       |  |  |                                 |  |  |                                  |  |
|                                   |                    | Luisa Maria di Borbone-Francia            | Carlo di Borbone-Francia                    |  |  |       |  |  |                                 |  |  |                                  |  |
|                                   |                    | Luisa Maria di Borbone-Francia            | Carolina di Borbone-Due Sicilie             |  |  |       |  |  |                                 |  |  |                                  |  |
| Zita di Borbone-Parma             |                    | Luisa Maria di Borbone-Francia            |                                             |  |  |       |  |  |                                 |  |  |                                  |  |
|                                   |                    | Michele del Portogallo                    | Giovanni VI del Portogallo                  |  |  |       |  |  |                                 |  |  |                                  |  |
|                                   |                    | Michele del Portogallo                    | Giovanni VI del Portogallo                  |  |  |       |  |  |                                 |  |  |                                  |  |
|                                   |                    | Michele del Portogallo                    | Carlotta Gioacchina di Borbone-Spagna       |  |  |       |  |  |                                 |  |  |                                  |  |
| Maria Antonia di Braganza         |                    | Michele del Portogallo                    |                                             |  |  |       |  |  |                                 |  |  |                                  |  |
|                                   |                    | Adelaide di Löwenstein-Wertheim-Rosenberg | Costantino di Löwenstein-Wertheim-Rosenberg |  |  |       |  |  |                                 |  |  |                                  |  |
|                                   |                    | Adelaide di Löwenstein-Wertheim-Rosenberg | Costantino di Löwenstein-Wertheim-Rosenberg |  |  |       |  |  |                                 |  |  |                                  |  |
|                                   |                    | Adelaide di Löwenstein-Wertheim-Rosenberg | Agnese di Hohenlohe-Langenburg              |  |  |       |  |  |                                 |  |  |                                  |  |
|                                   |                    | Adelaide di Löwenstein-Wertheim-Rosenberg |                                             |  |  |       |  |  |                                 |  |  |                                  |  |

## Stemma
| Immagine | Descrizione                                                                           |
| -------- | ------------------------------------------------------------------------------------- |
| \| \|    | Roberto d'Austria-Este Arciduca d'Austria-Este, Cavaliere dell'Ordine del Toson d'oro |
|          |                                                                                       |